# Reichsbankgebäude (Lübeck)

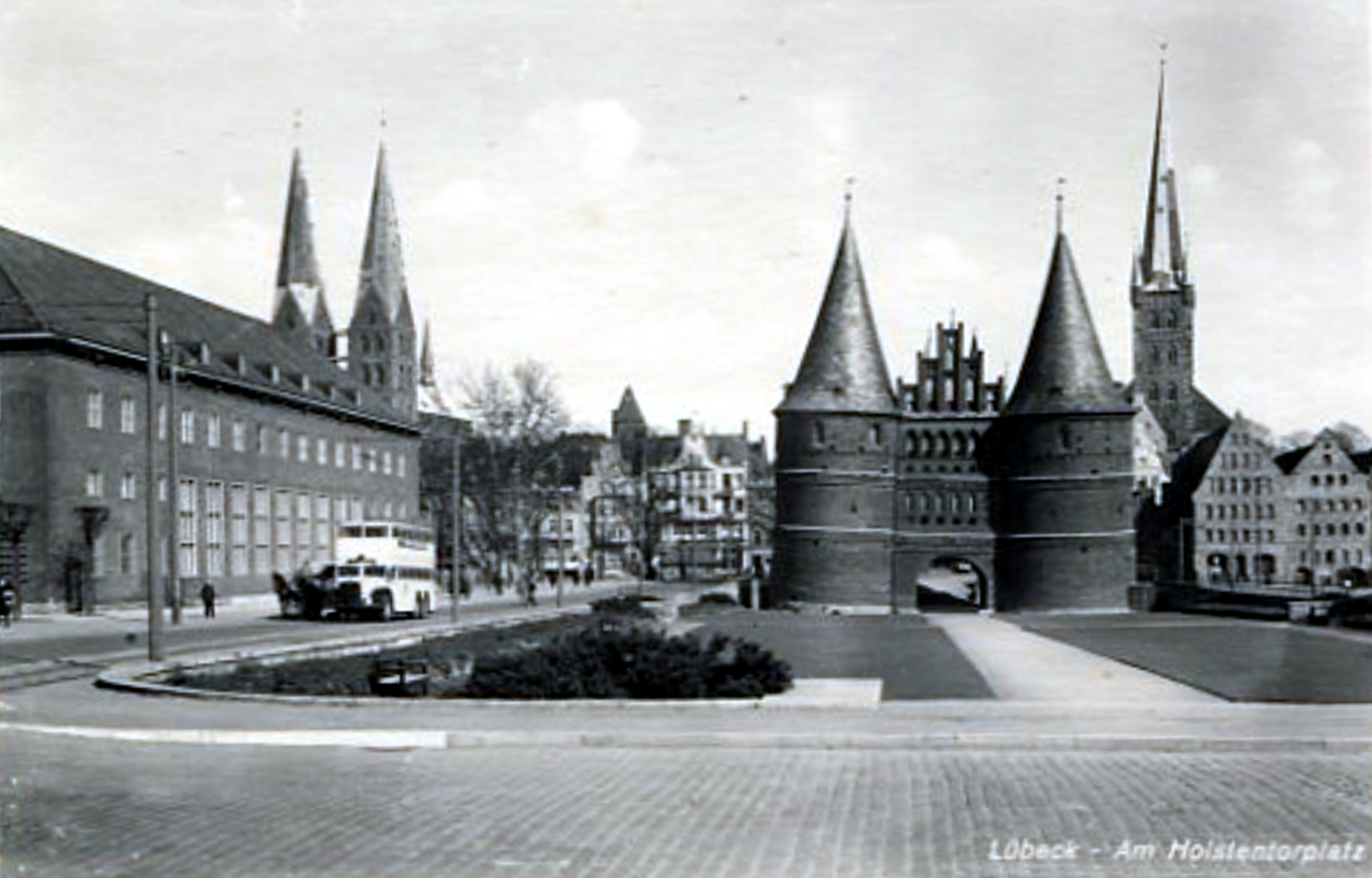
Das Gebäude kurz nach Fertigstellung (vor 1938)

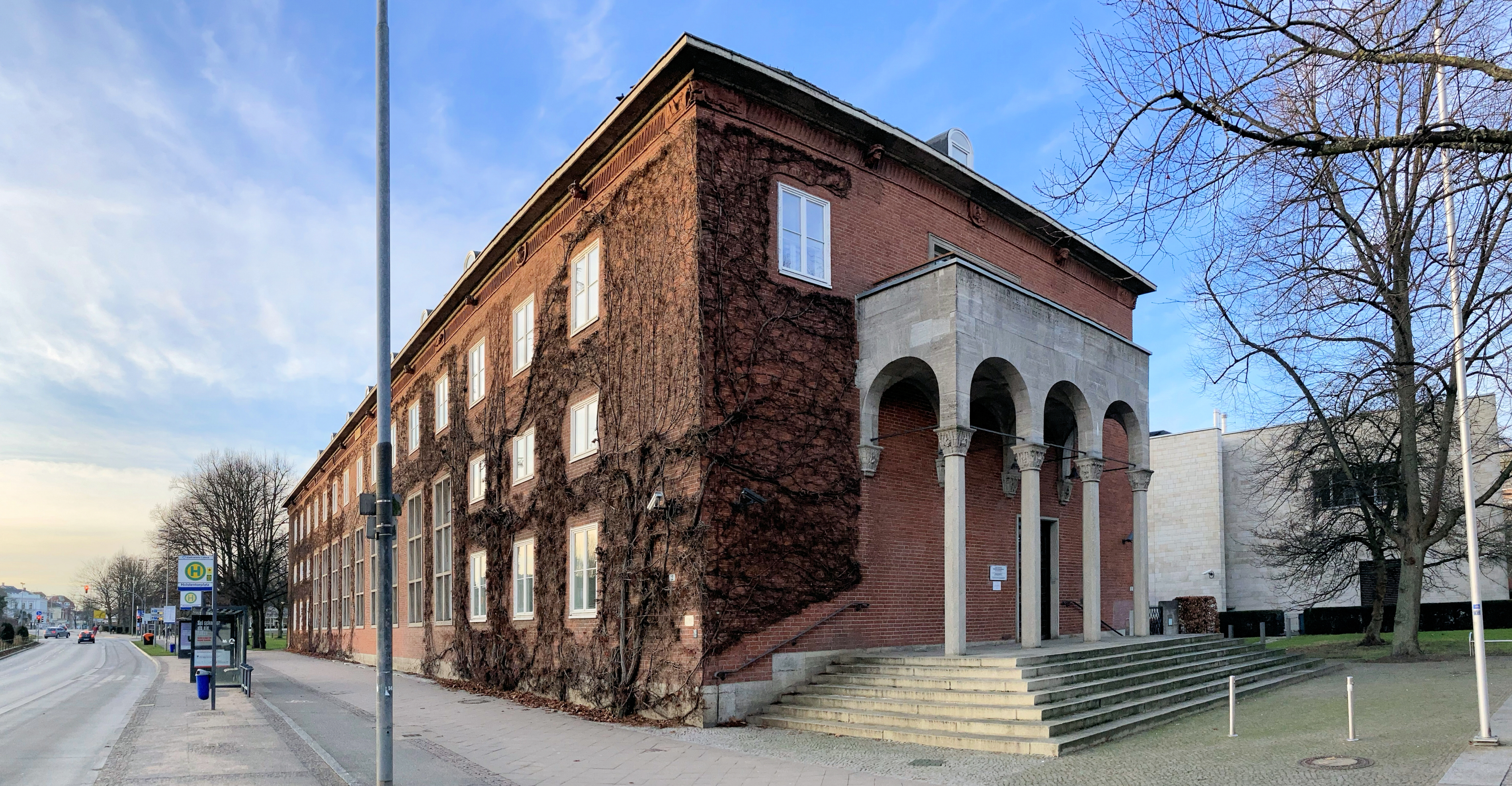
Das ehemalige Reichsbankgebäude im Januar 2021; rechts im Hintergrund der Erweiterungsbau von 2000

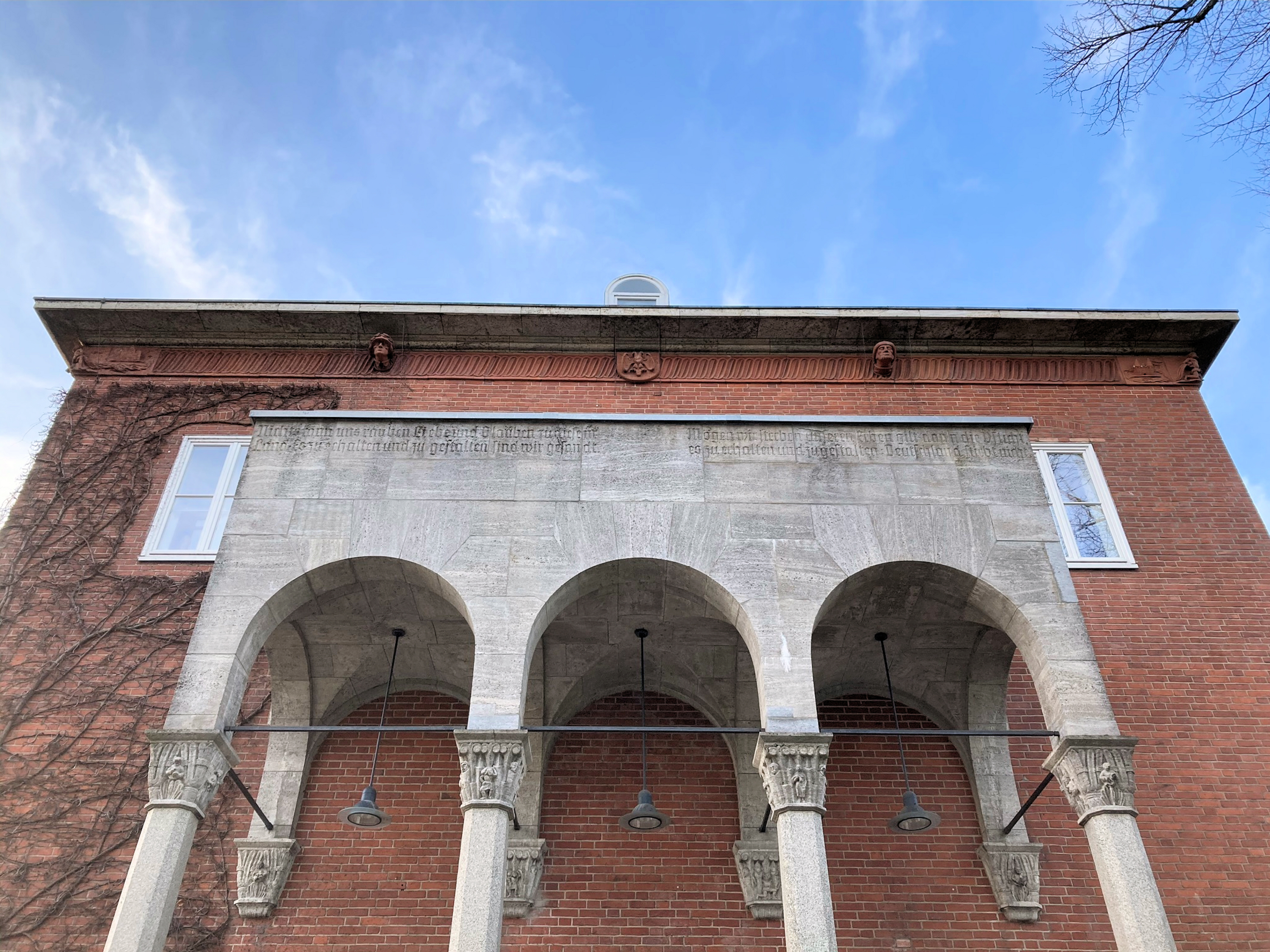
Details an der östlichen Stirnseite mit Portikus-Inschrift aus dem Gedicht Deutschland von Karl Bröger und Terrakotta-Schmuckfries, der in der Mitte das Lübecker Wappen, rechts davon einen Seemann und links davon einen lorbeerbekränzten Soldaten zeigt.

Das ehemalige Reichsbankgebäude ist ein denkmalgeschütztes Bauwerk in Lübeck.

## Lage
Das Gebäude befindet sich an der Nordseite des Holstentorplatzes und trägt die Hausnummern 2–2a.

## Geschichte
Die Lübecker Niederlassung der Reichsbank befand sich ursprünglich in dem 1894/95 eigens zu diesem Zweck errichteten neugotischen Haus Königstraße 42. 1934 begann im Rahmen der Neugestaltung des Holstentorplatzes die Errichtung des größer bemessenen neuen Baus unter der architektonischen Leitung von Reichsbankbaudirektor Heinrich Wolff. Ab 1936 hatte hier die Reichsbank-Hauptstelle Lübeck ihren Sitz. Von 1948 bis 1957 diente das Gebäude der Hauptstelle Lübeck der Landeszentralbank von Schleswig-Holstein als Unterkunft, anschließend residierte dort die Hauptstelle Lübeck der Deutschen Bundesbank. Am 31. März 2015 wurde die Bundesbankfiliale geschlossen; über die künftige Nutzung des weiterhin in Bundeseigentum befindlichen Gebäudes wurde zunächst keine Entscheidung getroffen.
2023 bekundete neben der Hansestadt Lübeck, die in dem Gebäude Büros der Stadtverwaltung unterbringen wollte, auch die Musikhochschule Lübeck, die dringend zusätzliche Räumlichkeiten benötigte, Interesse am Erwerb des Komplexes. Der Musikhochschule wurde beim Bieterverfahren der Vorzug gegeben, und am 27. September 2024 erteilte der Schleswig-Holsteinische Landtag der Hochschule die Einwilligung in den Ankauf für 4,75 Millionen Euro, wovon die Possehl-Stiftung bis zu 4 Millionen beisteuert. Die offizielle Übergabe des Gebäudes an die Musikhochschule erfolgte am 18. November 2024.
Das Reichsbankgebäude steht in seiner Gesamtheit unter Denkmalschutz und ist mit der Nummer 587 in die Denkmalliste der Hansestadt Lübeck eingetragen.

## Bauliche Gestalt
Das dreistöckige Reichsbankgebäude ist hauptsächlich aus rotem Backstein errichtet und zeigt sich in einem um Elemente des monumentalisierenden Neoklassizismus ergänzten Heimatschutzstil. Städtebaulich vorgegeben war, dass sein Hauptgesims 6 m unter dem des Holstentores liegen sollte, so dass dies die Dominante des Platzes blieb, und dass der Abstand zum Tor groß genug war, um die Sichtachse vom Tor auf die Türme der Marienkirche zu erhalten.
Die Längsseite mit 15 Fensterachsen ist dem Holstentorplatz zugewandt. Besonders hervorgehoben sind die neun Achsen in der Mitte einnehmenden hohen, kalksteingerahmten Fenster der über zwei Geschosse reichenden ehemaligen Schalterhalle. Insgesamt ist die Platzfassade eher schlicht gehalten, „um die beiden städtebaulichen Kostbarkeiten: Stadttor und Kirche — zu denen auf der Südseite des Tores die hochgiebligen Salzspeicher kommen, durch diesen edlen, einfachen Nachbarbau zu steigern und zu unterstreichen“. An der östlichen Stirnseite befindet sich das Eingangsportal mit einem viersäuligen Naturstein-Portikus. Die Ziergitter-Füllungen der Eingangstür schuf der Kunstschmied Julius Schramm. Beim Dach handelt es sich um ein ziegelgedecktes Walmdach.
Am oberen Rand des Portikus sind in Frakturbuchstaben folgende Zeilen aus Karl Brögers Werk  Deutschland – Ein lyrischer Gesang in drei Kreisen von 1923 eingemeißelt:
Nichts kann uns rauben Liebe und Glauben zu diesem Land.

Es zu erhalten und zu gestalten sind wir gesandt.

Mögen wir sterben unseren Erben gilt dann die Pflicht,

es zu erhalten und zu gestalten: Deutschland stirbt nicht.
Ursprünglich umrahmten sie eine Reichsadler-Skulptur in der Mitte des Portikus, die nach 1945 entfernt wurde. Die vier Kapitelle aus Muschelkalk der den Portikus tragenden Säulen gestaltete der Bildhauer Paul Merling.
Unterhalb der Dachtraufe befindet sich ein umlaufender Terrakotta-Schmuckfries, ebenfalls von Paul Merling, dessen Motive teils bloßen Lokalbezug haben (etwa der Lübecker Doppeladler oder der Kopf eines Seemanns mit Südwester), teils auf die propagandistische Symbolsprache des Dritten Reichs verweisen (so beispielsweise der heroisierende Kopf eines Soldaten mit lorbeerbekränztem Stahlhelm). Zum Holstentorplatz hin ist unterhalb der Dachtraufe eine Tafel mit einer weiteren Inschrift, einem Gedenkspruch von Hjalmar Schacht, vorhanden:
Lass Weisheit deine Mauer sein

und Können sei der Pfeiler dein

und deutscher Wille dein Fundament

das übrige stell in Gottes Händ
In der Eingangshalle finden sich Bleiglasfenster mit Darstellungen des Handels sowie eine in die Wand eingelassene Gedenktafel für die im Ersten Weltkrieg gefallenen Lübecker Reichsbankangehörigen von Hans Uhl, Berlin. Die 16,70 mal 30 m große Schalterhalle schmückt ein Gemälde von Ferdinand Spiegel, das Heinrich den Löwen als Gründer Lübecks zeigt.
Auf der Nordseite des Reichsbankgebäudes befindet sich ein in 2000 nach Entwürfen des Hamburger Architekturbüros ASW Architekten errichteter Erweiterungsbau, der im Unterschied zum Backstein-Altbau eine Sandstein-Fassade aufweist.